# 野麦峠スキー場

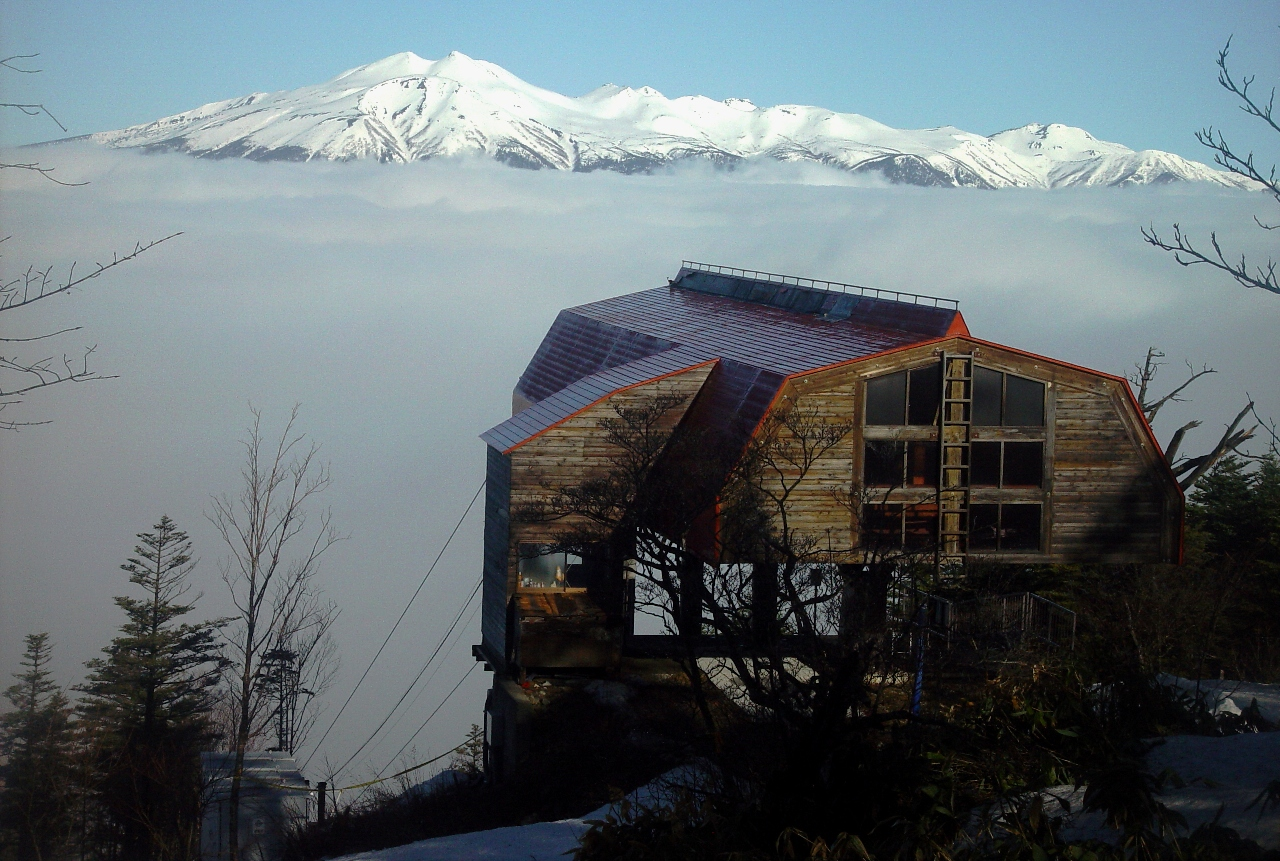
リフト終点の最上部から望む乗鞍岳

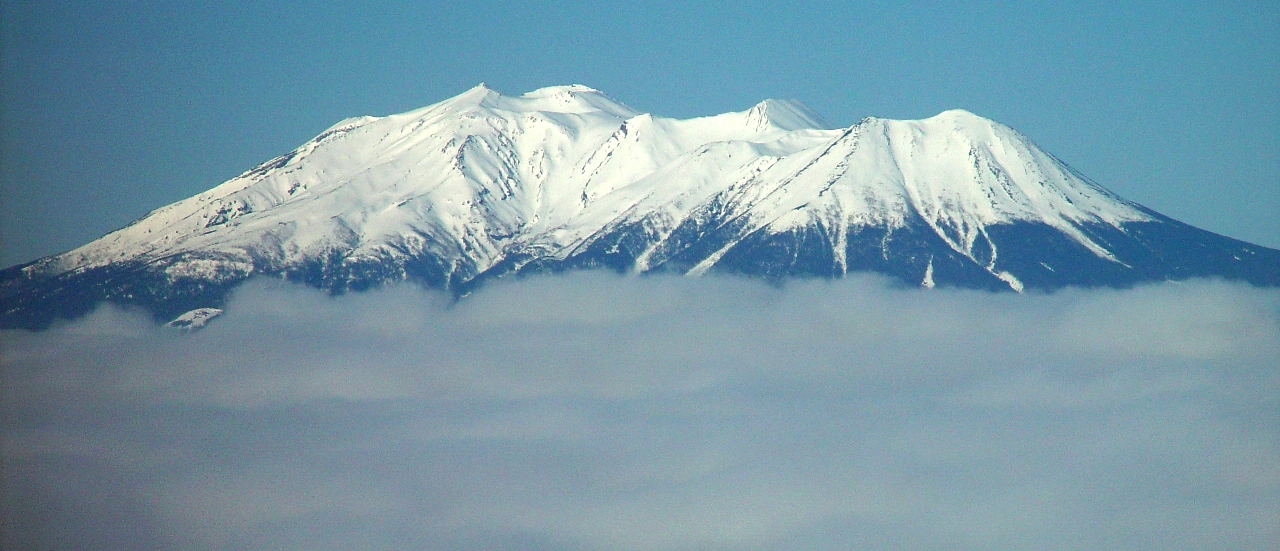
スキー場の最上部から望む雲海に浮かぶ御嶽山

野麦峠スキー場（のむぎとうげスキーじょう）は、長野県松本市奈川にある市営のスキー場。条例での名称は「松本市野麦峠スキー場」である。指定管理者は株式会社岳都リゾート開発。
なお、名称に冠される野麦峠は当スキー場から西に約16キロメートル離れている。

## 沿革
- 1981年（昭和56年） - 奈川村営として開設。
- 1987年（昭和62年）12月25日 - クワッドリフト「スカイライナー」開設[3]。
- 1992年（平成4年）12月27日 - 高速ペアリフト「スカイラビット」開設[3]。
- 2005年（平成17年）4月1日 - 奈川村の編入合併に伴い、松本市営の松本市野麦峠スキー場となる[1]。
- 2008年（平成20年） - 松本市が経費削減を理由に指定管理者を公募。飲食業「王滝」（松本市）と総合建設「小石興業」（同）でつくる共同企業体「株式会社岳都リゾート開発」を指定管理者とした。

## コース
4基のリフトと12本のコースが設置されている。縦長のゲレンデ構成で全体的に難易度は高めとなっている。
- エキスパート（上級、300m）
- チャンピオン（中上級、1,000m）
- チャンピオン2（中上級、700m）
- ラビット（中上級、250m）
- ユリワリ（中上級、500m、不整地の為コブになっている事が多い）
- 樹海（初中級、1,200m）
- 峰の原（中上級、450m）
- パノラマ（中上級、750m）
- 立て水の坂（中上級、450m、迂回路が有る）
- ファミリー（初級、750m）
- トレーニング（初中級、600m）
- バンビ（初級、300m）

## リフト
| 名称           | 定員 | 路線長 | 毎時輸送能力 | 備考               |
| -------------- | ---- | ------ | ------------ | ------------------ |
| スカイライナー | 4名  | 1579m  | 1600名       | 高速クワッドリフト |
| スカイラビット | 2名  | 1064m  | 1200名       | 高速ペアリフト     |
| 第1ペアリフト  | 2名  | 640m   | 1200名       |                    |
| 第5ペアリフト  | 2名  | 300m   | 1200名       |                    |

- ペアリフトの番号が2～4まで欠けていることからわかるように以前はこれに加え4基のリフトがあった（第2シングル、第3シングル、第4ペア、第6ペア)。スカイライナーができるまでは３本のリフトを乗り継いで上部ゲレンデに行っていた。

## アクセス
当スキー場に直接アクセスできる公共交通機関はない。
- 長野自動車道松本ICから約40km
- 中央自動車道伊那ICから約50km
- アルピコ交通上高地線（通称・松本電鉄）：新島々駅（タクシー）

この他、営業期間中は松本駅から事前予約制の送迎バスが運行される。